# Форт Томас (Кентаки)
Форт Томас (енгл. Fort Thomas) град је у америчкој савезној држави Кентаки.

## Демографија
По попису из 2010. године број становника је 16.325, што је 170 (-1,0%) становника мање него 2000. године.
| Група             | 2000.          | 2010.          |
| Белци             | 16.029 (97,2%) | 15.529 (95,1%) |
| Афроамериканци    | 120 (0,7%)     | 209 (1,3%)     |
| Азијати           | 109 (0,7%)     | 152 (0,9%)     |
| Хиспаноамериканци | 103 (0,6%)     | 234 (1,4%)     |
| Укупно            | 16.495         | 16.325         |